# Liste der Baudenkmäler in Detmold-Berlebeck
Die Liste der Baudenkmäler in Detmold-Berlebeck enthält die denkmalgeschützten Bauwerke auf dem Gebiet von Detmold-Berlebeck in Nordrhein-Westfalen (Stand: September 2024). Diese Baudenkmäler sind in der Denkmalliste der Stadt Detmold eingetragen; Grundlage für die Aufnahme ist das Denkmalschutzgesetz Nordrhein-Westfalen (DSchG NRW).
| Bild                                             | Bezeichnung                                        | Lage                                             | Beschreibung | Bauzeit         | Eingetragen seit  | Denkmal- nummer |
| ------------------------------------------------ | -------------------------------------------------- | ------------------------------------------------ | ------------ | --------------- | ----------------- | --------------- |
| weitere Bilder                                   | ehemalige Papiermühle                              | Paderborner Straße 165 Karte                     |              |                 | 23. März 1984     | 042             |
| Villenartiges Wohnhaus                           | Villenartiges Wohnhaus                             | Berlebecker Heide 1 Karte                        |              |                 | 23. März 1984     | 048             |
| weitere Bilder                                   | ehemaliges Fürstliches Forstamt Berlebeck          | Paderborner Straße 132 Karte                     |              |                 | 22. Mai 1985      | 128             |
| Fachwerkhaus-Torgiebel                           | Fachwerkhaus-Torgiebel                             | Lietheweg 26 Karte                               |              | 16. Jahrhundert | 11. Dezember 1986 | 202             |
| weitere Bilder                                   | Vierständerfachwerkhaus                            | Hangsteinstraße 2B Karte                         |              |                 | 17. Dezember 1987 | 246             |
| Bruchsteinbauernhaus                             | Bruchsteinbauernhaus                               | Hahnbruchweg 15 Karte                            |              |                 | 3. Februar 1988   | 257             |
| Fachwerkhaus                                     | Fachwerkhaus                                       | Kindergartenweg 1 Karte                          |              |                 | 3. Februar 1988   | 261             |
| Portalanlage                                     | Portalanlage                                       | Paderborner Straße (Wasserwerkportal) Karte      |              | 1899            | 25. Oktober 1990  | 359             |
| Trigonometrischer Punkt Nr. 4119                 | Trigonometrischer Punkt Nr. 4119                   | Unterer Langenberg Trigonometrischer Punkt Karte |              | 1875            | 6. Juli 1992      | 398             |
| ehem. Logierhaus mit Saal, Stützmauer und Treppe | ehem. Logierhaus mit Saal, Stützmauer und Treppe   | Paderborner Straße 157 Karte                     |              |                 | 22. Mai 1996      | 507             |
| weitere Bilder                                   | Hotel mit Saalbau und Freiterrasse                 | Paderborner Straße 131 Karte                     |              |                 | 25. November 1997 | 526             |
| weitere Bilder                                   | Burgruine Falkenburg                               | Falkenburgweg Karte                              |              | 1190–1194       | 26. Oktober 2006  | 623             |
| Kriegerehrenmal einschl. der Soldatengräber      | Kriegerehrenmal einschl. der Soldatengräber        | Im Schlage (Kriegerehrenmal) Karte               |              |                 | 20. Mai 2010      | 665             |
| ehemaliges Bauernhaus                            | ehemaliges Bauernhaus                              | Pulverweg 29 Karte                               |              | 1805            | 28. Juni 2012     | 683             |
| BW                                               | ehemaliges Forsthaus der Unterförsterei Hirschberg | Forstweg 40 Karte                                |              | 1868            | 25. Februar 2022  | 729             |
| weitere Bilder                                   | Trauerhalle Berlebeck                              | Im Schlage Karte                                 |              | 1964            | 10. November 2022 | 733             |
| weitere Bilder                                   | Leichenhalle                                       | Im Schlage Karte                                 |              | 1949            | 10. November 2022 | 734             |

- Karte mit allen Koordinaten:
- OSM |
- WikiMap